# Zesdaagse van Fiorenzuola
De zesdaagse van Fiorenzuola (Sei giorni delle Rose) is wielerzesdaagse die in het Stadio comunale di Fiorenzuola - Velodromo Attilio Pavesi in het Italiaanse Fiorenzuola d'Arda gehouden wordt. 
Tot en met de editie van 2020 werd een klassement opgemaakt over zes dagen, vanaf de editie van 2021 wordt er een klassement opgemaakt over 3 dagen. De wedstrijd duurt nog wel zes dagen, op de overige drie dagen worden losse wedstrijden georganiseerd. In tegenstelling tot andere zesdaagses, wordt de zesdaagse van Fiorenzuola niet in de winter maar in de zomer verreden.

## Erelijst

### Mannen
| Editie         | Jaar | Datum                                  | Winnaar                             | Tweede                                | Derde                               |
| -------------- | ---- | -------------------------------------- | ----------------------------------- | ------------------------------------- | ----------------------------------- |
| ↓ Driedaagse ↓ |      |                                        |                                     |                                       |                                     |
| 26             | 2023 | 1 - 6 juli (klass: 4 - 6 juli)         |                                     |                                       |                                     |
| 25             | 2022 | 1 - 6 augustus (klass: 4 - 6 augustus) | Filippo Ganna Michele Scartezzini   | Bartosz Rudyk Daniel Staniszewski     | Matteo Donega Stefano Moro          |
| 24             | 2021 | 30 juni - 5 juli (klass: 3 - 5 juli)   | Donavan Grondin Benjamin Thomas     | Simone Consonni Elia Viviani          | Tristan Marguet Théry Schir         |
| ↓ Zesdaagse ↓  |      |                                        |                                     |                                       |                                     |
| 23             | 2020 | 30 juli - 4 augustus                   | Davide Plebani Stefano Moro         | Francesco Lamon Michele Scartezzini   | Yoeri Havik Jan-Willem van Schip    |
| 22             | 2019 | 6 - 11 juni                            | Davide Plebani Michele Scartezzini  | Christos Volikakis Zeferios Volikakis | Vitaliy Hryniv Roman Gladysh        |
| 21             | 2018 | 4 - 9 juli                             | Francesco Lamon Liam Bertazzo       | Tristan Marguet Théry Schir           | Raman Tsiskkou Yauheni Akhramenka   |
| 20             | 2017 | 6 - 11 juli                            | Morgan Kneisky Benjamin Thomas      | Tristan Marguet Théry Schir           | Christos Volikakis Lukem Lichnovsky |
| 19             | 2016 | 18 - 23 juli                           | Michele Scartezzini Elia Viviani    | Morgan Kneisky Benjamin Thomas        | Tristan Marguet Gaël Suter          |
| 18             | 2015 | 28 juni - 3 juli                       | Alex Buttazzoni Elia Viviani        | Francesco Lamon Michele Scartezzini   | Jan Dostal Ondřej Vendolský         |
| 17             | 2014 | 14 - 19 juli                           | Alex Buttazzoni Marco Coledan       | Oliver Beer Tristan Marguet           | Ivan Kovalev Nikolay Zhurkin        |
| 16             | 2013 | 25 - 30 juli                           | Shane Archbold Dylan Kennett        | Ivan Kovalev Eugeniy Kovalev          | Tristan Marguet Loïc Perizzolo      |
| 15             | 2012 | 10 - 15 juli                           | Franco Marvulli Tristan Marguet     | Milan Kadlec Alois Kaňkovský          | Vojtĕch Hačecký Jiří Hochman        |
| 14             | 2011 | 27 juni - 2 juli                       | Jacopo Guarnieri Elia Viviani       | Leif Lampater Franco Marvulli         | Martin Bláha Jiří Hochman           |
| 13             | 2010 | 15 - 20 juli                           | Michael Mørkøv Alex Rasmussen       | Franco Marvulli Walter Pérez          | Jacopo Guarnieri Danny Stam         |
| 12             | 2009 | 1 - 6 juli                             | Alexander Aeschbach Franco Marvulli | Jacopo Guarnieri Bruno Risi           | Alois Kaňkovský Peter Lazar         |
| 11             | 2008 | 7 - 12 juli                            | Franco Marvulli Bruno Risi          | Kenny De Ketele Iljo Keisse           | Robert Slippens Danny Stam          |
| 10             | 2007 | 13 - 18 juni                           | Franco Marvulli Bruno Risi          | Juan Curuchet Walter Pérez            | Joan Llaneras Marco Villa           |
| 9              | 2006 | 1 - 6 juni                             | Franco Marvulli Marco Villa         | Marc Hester Samuele Marzoli           | Sebastián Donadio Mauro Richeze     |
| 8              | 2005 | 7 - 13 juli                            | Matthew Gilmore Iljo Keisse         | Samuele Marzoli Marco Villa           | Juan Curuchet Walter Pérez          |
| 7              | 2004 | 3 - 8 juli                             | Giovanni Lombardi Samuele Marzoli   | Iljo Keisse Franco Marvulli           | Ivan Quaranta Marco Villa           |
| 6              | 2003 | 3 - 8 juli                             | Juan Curuchet Giovanni Lombardi     | Matthew Gilmore Scott McGrory         | Davide Grabelli Marco Villa         |
| 5              | 2002 | 9 - 14 juli                            | Matthew Gilmore Scott McGrory       | Giovanni Lombardi Bruno Risi          | Ivan Quaranta Marco Villa           |
| 4              | 2001 | 24 - 29 juli                           | Ivan Quaranta Marco Villa           | Stefan Steinweg Erik Weispfenning     | Giovanni Lombardi Scott McGrory     |
| 3              | 2000 | 25 - 30 juli                           | Andrea Collinelli Silvio Martinello | Ivan Quaranta Marco Villa             | Kurt Betschart Bruno Risi           |
| 2              | 1999 | 27 juli - 1 augustus                   | Mario Cipollini Andrea Collinelli   | Kurt Betschart Bruno Risi             | Giovanni Lombardi Silvio Martinello |
| 1              | 1998 | 14 - 20 juli                           | Giovanni Lombardi Bruno Risi        | Adriano Baffi Marco Villa             | Gerd Dörich Carsten Wolf            |

### Vrouwen
| Editie         | Jaar | Datum                                      | Winnaar                             | Tweede                         | Derde                               |
| -------------- | ---- | ------------------------------------------ | ----------------------------------- | ------------------------------ | ----------------------------------- |
| ↓ Driedaagse ↓ |      |                                            |                                     |                                |                                     |
| ?              | 2023 | 1 - 6 juli (klass: 1 - 3 juli)             |                                     |                                |                                     |
| ?              | 2022 | 1 - 6 augustus (klass: 2 - 4 augustus)     | Martina Fidanza Letizia Paternoster | Daria Pikulik Wiktoria Pikulik | Lea Lin Teutenberg Nikola Wielowska |
| ?              | 2021 | 30 juni - 5 juli (klass: 30 juni - 2 juli) | Clara Copponi Marie Le Net          | Victoire Berteau Marion Borras | Rachele Barbieri Vittoria Guazzini  |